# 森江真子
森江 真子（もりえ まこ、11月14日 - ）は、日本の漫画家。福島県出身。女性。血液型はA型。

## 経歴
主に少女漫画雑誌『ちゃお』で活動している。
『宝物をさがしに』（1994年ちゃおDX初秋増刊号）でデビュー。デビュー前はあらいきよこのアシスタントを務めていた。
2016年にYouTubeのセガトイズガールズチャンネルで配信を開始したWebアニメ『ジュエルペット あたっくちゃんす!?』では「原案マンガ」の名義でクレジットされている。
2018年「真子」→「まこ」に平仮名表記に変更。

## 単行本一覧
- ファンファン・ファーマシィー（全2巻）
- アンドロイドな恋をする
- キラキラ・王子さまマジック
- ドキドキ。乙女心
- ファースト♥ロマンス
- おいでよ どうぶつの森 〜しあわせ通信〜
- 街へいこうよ どうぶつの森 〜たんぽぽ村だより〜
- ジュエルペット
- ジュエルペット てぃんくる☆

## 挿絵一覧
あこがれガールズコレクションストーリー
- めざせ！No.1パティシエ
- わんニャンペットショップ